# Discographie de Remady
La discographie de Remady comprend trois albums et quatre EP.

## Discographie

### Albums studio
| Titre                      | Détails                                                                                | Meilleure position | Meilleure position |
| Titre                      | Détails                                                                                | SUI                | FRA                |
| -------------------------- | -------------------------------------------------------------------------------------- | ------------------ | ------------------ |
| No Superstar - The Album   | - Sortie : 23 octobre 2010 - Label : Happy Music, Phonag - Format : CD, téléchargement | 6                  | 60                 |
| The Original (avec Manu-L) | - Sortie : 23 mars 2012 - Label : Phonag - Format : CD                                 | 5                  | —                  |
| 1+1=3 (avec Manu-L)        | - Sortie : 1er mai 2015 - Label : Phonag - Format : CD                                 | 7                  | —                  |

### Singles
| Single                                                                             | Année | Meilleure position | Meilleure position | Meilleure position | Meilleure position | Meilleure position | Meilleure position | Meilleure position | Album                               |
| Single                                                                             | Année | SUI                | ALL                | AUT                | WAL                | DAN                | FRA                | R-U                | Album                               |
| ---------------------------------------------------------------------------------- | ----- | ------------------ | ------------------ | ------------------ | ------------------ | ------------------ | ------------------ | ------------------ | ----------------------------------- |
| Groovething (featuring Tylene)                                                     | 2001  | 67                 | —                  | —                  | —                  | —                  | —                  | —                  |                                     |
| Sweet Lies (avec Player featuring Raquel)                                          | 2001  | —                  | —                  | —                  | —                  | —                  | —                  | —                  |                                     |
| Summertime (avec Player featuring Seven)                                           | 2002  | —                  | —                  | —                  | —                  | —                  | —                  | —                  |                                     |
| Electrical Orgasm (avec Player)                                                    | 2005  | —                  | —                  | —                  | —                  | —                  | —                  | —                  |                                     |
| Rush Hour (avec Player & DJ Antoine & Mad Mark)                                    | 2005  | —                  | —                  | —                  | —                  | —                  | —                  | —                  |                                     |
| Pulse X (avec Player)                                                              | 2006  | —                  | —                  | —                  | —                  | —                  | —                  | —                  |                                     |
| Strange Dayz / Freshness (avec Player present Nick Glamour)                        | 2006  | —                  | —                  | —                  | —                  | —                  | —                  | —                  |                                     |
| Work / This Picture (avec Player featuring MC Roby Rob)                            | 2008  | —                  | —                  | —                  | —                  | —                  | —                  | —                  |                                     |
| No Superstar (sous Remady P&R)                                                     | 2008  | 5                  | —                  | —                  | 40                 | 4                  | 8                  | 75                 | No Superstar - The Album            |
| Need 2 Say                                                                         | 2009  | —                  | —                  | —                  | —                  | —                  | —                  | —                  | No Superstar - The Album            |
| Danger Zone (sous Remady P&R avec Jorge Martin S present Swiss Society)            | 2009  | —                  | —                  | —                  | —                  | —                  | —                  | —                  | No Superstar - The Album            |
| Give Me a Sign (featuring Manu-L)                                                  | 2010  | 11                 | 58                 | 55                 | 46                 | —                  | 11                 | —                  | No Superstar - The Album            |
| I'm No Superstar (featuring Lumidee & Chase Manhattan)                             | 2010  | —                  | 74                 | 61                 | —                  | —                  | —                  | —                  | No Superstar - The Album            |
| Do It On My Own (featuring Craig David)                                            | 2010  | 28                 | —                  | —                  | —                  | —                  | 12                 | —                  | No Superstar - The Album            |
| Save Your Heart (featuring Manu-L)                                                 | 2011  | 41                 | —                  | —                  | —                  | —                  | 38                 | —                  | No Superstar - The Album            |
| The Way We Are (featuring Manu-L)                                                  | 2011  | 30                 | —                  | —                  | —                  | —                  | 60                 | —                  | No Superstar - The Album            |
| If You Believe (featuring Manu-L)                                                  | 2011  | —                  | —                  | —                  | —                  | —                  | —                  | —                  | No Superstar - The Album            |
| Honestly (feat Jonastian Lozua)                                                    | 2011  | —                  | —                  | —                  | —                  | —                  | —                  | —                  | No Superstar - The Album            |
| Single Ladies (avec Manu-L featuring J-Son)                                        | 2012  | 1                  | 50                 | 45                 | —                  | —                  | 83                 | —                  | The Original                        |
| Doing It Right (avec Manu-L featuring Amanda Wilson)                               | 2012  | 15                 | —                  | —                  | —                  | —                  | —                  | —                  | The Original                        |
| Higher Ground (avec Manu-L)                                                        | 2012  | 28                 | —                  | —                  | —                  | —                  | —                  | —                  | The Original                        |
| Hollywood Ending 2k13 (avec Manu-L featuring J-Son)                                | 2013  | 21                 | —                  | —                  | —                  | —                  | —                  | —                  | The Original (2k13 Edition)         |
| It's So Easy (avec Manu-L)                                                         | 2013  | 18                 | —                  | —                  | —                  | —                  | —                  | —                  | The Original (2k13 Edition)         |
| Holidays (avec Manu-L)                                                             | 2013  | 3                  | —                  | —                  | —                  | —                  | —                  | —                  | The Original (2k13 Holiday Edition) |
| In My Dreams (avec Manu-L)                                                         | 2014  | 5                  | —                  | —                  | —                  | —                  | —                  | —                  | 1+1=3                               |
| Waiting For (avec Manu-L)                                                          | 2014  | 10                 | —                  | —                  | —                  | —                  | —                  | —                  | 1+1=3                               |
| Livin La Vida (avec Manu-L featuring J-Son)                                        | 2015  | 46                 | —                  | —                  | —                  | —                  | —                  | —                  | 1+1=3                               |
| Together We Are One (Bring Back The Energy) (avec Manu-L featuring Culcha Candela) | 2015  | 11                 | —                  | —                  | —                  | —                  | —                  | —                  |                                     |
| Another Day In Paradise (avec Manu-L)                                              | 2016  | 4                  | —                  | —                  | —                  | —                  | —                  | —                  |                                     |
| Laidback                                                                           | 2016  | —                  | —                  | —                  | —                  | —                  | —                  | —                  |                                     |
| L.I.F.E. (avec Manu-L)                                                             | 2016  | 14                 | —                  | —                  | —                  | —                  | —                  | —                  |                                     |
| Give Me Love (avec Manu-L)                                                         | 2017  | 33                 | —                  | —                  | —                  | —                  | —                  | —                  |                                     |
| Back Again (avec Manu-L featuring Lyracis)                                         | 2018  | 92                 | —                  | —                  | —                  | —                  | —                  | —                  |                                     |
| Heaven (avec Manu-L featuring I.GOT.U)                                             | 2018  | 82                 | —                  | —                  | —                  | —                  | —                  | —                  |                                     |
| Jungle (avec Bright Sparks)                                                        | 2019  | —                  | —                  | —                  | —                  | —                  | —                  | —                  |                                     |
| Ghost (avec BoyBoyBoy)                                                             | 2019  | —                  | —                  | —                  | —                  | —                  | —                  | —                  |                                     |
| My Control                                                                         | 2019  | —                  | —                  | —                  | —                  | —                  | —                  | —                  |                                     |
| Plata o Plomo                                                                      | 2020  | —                  | —                  | —                  | —                  | —                  | —                  | —                  |                                     |
| Hedonism (Just Because You Feel Good)                                              | 2020  | —                  | —                  | —                  | —                  | —                  | —                  | —                  |                                     |
| Gangster                                                                           | 2020  | —                  | —                  | —                  | —                  | —                  | —                  | —                  |                                     |
| Next                                                                               | 2020  | —                  | —                  | —                  | —                  | —                  | —                  | —                  |                                     |
| All My Life (avec Bonny Lauren)                                                    | 2020  | —                  | —                  | —                  | —                  | —                  | —                  | —                  |                                     |
| Late Night                                                                         | 2020  | —                  | —                  | —                  | —                  | —                  | —                  | —                  |                                     |
| No More                                                                            | 2020  | —                  | —                  | —                  | —                  | —                  | —                  | —                  |                                     |
| Warning                                                                            | 2020  | —                  | —                  | —                  | —                  | —                  | —                  | —                  |                                     |
| IDWK (avec Manu-L)                                                                 | 2020  | 45                 | —                  | —                  | —                  | —                  | —                  | —                  |                                     |
| Wonderful Life (avec Ane)                                                          | 2021  | —                  | —                  | —                  | —                  | —                  | —                  | —                  |                                     |
| Into The Wild                                                                      | 2021  | —                  | —                  | —                  | —                  | —                  | —                  | —                  |                                     |
| In The End (avec K!ngdom)                                                          | 2021  | —                  | —                  | —                  | —                  | —                  | —                  | —                  |                                     |
| A Little Taste (featuring Jessica Jolia)                                           | 2021  | —                  | —                  | —                  | —                  | —                  | —                  | —                  |                                     |
| Hands Up (Give Me Your Heart)                                                      | 2021  | —                  | —                  | —                  | —                  | —                  | —                  | —                  |                                     |
| I Wasn't Broken Yet (avec RI10)                                                    | 2021  | —                  | —                  | —                  | —                  | —                  | —                  | —                  |                                     |
| Melody                                                                             | 2022  | —                  | —                  | —                  | —                  | —                  | —                  | —                  |                                     |
| Moonlight Shadow (avec Ane)                                                        | 2022  | —                  | —                  | —                  | —                  | —                  | —                  | —                  |                                     |
| Ain't No Sunshine                                                                  | 2022  | —                  | —                  | —                  | —                  | —                  | —                  | —                  |                                     |
| All This Love (featuring TRK)                                                      | 2022  | —                  | —                  | —                  | —                  | —                  | —                  | —                  |                                     |
| Missing You                                                                        | 2022  | —                  | —                  | —                  | —                  | —                  | —                  | —                  |                                     |
| Dance The Night Away (featuring Alessia Labate)                                    | 2022  | —                  | —                  | —                  | —                  | —                  | —                  | —                  |                                     |
| Ice Cold                                                                           | 2022  | —                  | —                  | —                  | —                  | —                  | —                  | —                  |                                     |
| Under The Influence                                                                | 2022  | —                  | —                  | —                  | —                  | —                  | —                  | —                  |                                     |
| Beautiful Life (featuring Snäre)                                                   | 2023  | —                  | —                  | —                  | —                  | —                  | —                  | —                  |                                     |
| Coming Home                                                                        | 2023  | —                  | —                  | —                  | —                  | —                  | —                  | —                  |                                     |
| Lonely (avec Jon Paul)                                                             | 2023  | —                  | —                  | —                  | —                  | —                  | —                  | —                  |                                     |
| Ready For It All (avec Amanda Wilson)                                              | 2023  | —                  | —                  | —                  | —                  | —                  | —                  | —                  |                                     |
| Stay                                                                               | 2024  | —                  | —                  | —                  | —                  | —                  | —                  | —                  |                                     |
| Da Da Da                                                                           | 2024  | —                  | —                  | —                  | —                  | —                  | —                  | —                  |                                     |

### Remixes
- 2003 : DJ Vesiga vs. Jomar - Nightoperator (Player & Remady's "Sweet & Sexy" Remix)
- 2003 : Zofka - Tu Ne L'Aimes Pas (Player & Remady's "Sweet & Sexy" Remix)
- 2005 : Christopher S & Houseshaker - Give Me The Music (All Night Long) (Player & Remady New Choice Remix)
- 2005 : Whiteside feat. Soulvibes - Round And Round (Remady & Player Remix)
- 2005 : Phunk Electric - Video Games Crash (Player & Remady Remix)
- 2005 : Whiteside - Crazy (Player & Remady Peak Time Stomper)
- 2005 : Christopher S - Rock Now!!! (Player & Remady Nord Remix)
- 2005 : DJ Antoine & Mad Mark & Player & Remady - Rush Hour (Player & Remady Mix)
- 2006 : DJ Antoine & Mad Mark & Player & Remady - Soldiers Attack (Player & Remady Mix)
- 2006 : Rockin' Dolphins feat. Tec - Fight For Your Right (Player & Remady Remix)
- 2006 : DJ Antoine - The Countdown (Player & Remady Remix)
- 2006 : Christopher S & Houseshaker - Fuck The DJ! (Player & Remady Remix)
- 2006 : Starkillers - Diskoteka (Player & Remady Remix)
- 2006 : The Project - Clap Your Hands (Player & Remady vs. Whiteside Peak Time Stomper Remix)
- 2006 : Doc Phatt - You Like The Bass (Player & Remady Remix)
- 2006 : DJ Antoine & Mad Mark feat. MC Roby Rob - Electro Ghetto Shit (Player & Remady Dark Mix)
- 2006 : Doc Phatt - Hey DJ (Player & Remady's Electric Boogie Remix)
- 2007 : Underground Movement feat. Stanford - Shake (Player & Remady Remix)
- 2007 : Dany D - Lost In The Music (Player & Remady Remix)
- 2007 : Mischa Daniels - Off My Rocker (Player & Remady Remix)
- 2007 : Funky Junction - Put Your Hands Up For Moscow (Player & Remady Remix)
- 2007 : Spit - Falling (Player & Remady Remix)
- 2007 : Whiteside vs. Player & Remady - Move You're Butt (Player & Remady Peak Time Remix)
- 2008 : Mondotek - Alive! (Player & Remady Remix)
- 2008 : DJ Antoine feat. MC Roby Rob - Tribute To Tryvann (Player & Remady Ohhh Remix)
- 2008 : Pat Farrell - Confused (Player & Remady Remix)
- 2008 : DJ Antoine - Underneath (Remady P&R Remix)
- 2008 : Nari & Milani present Dek 32 - Gnor (Remady P&R Remix)
- 2008 : Jorge Martin S - Heat (Player & Remady Remix)
- 2008 : DJ Antoine vs. Mad Mark - Countdown (Player & Remady Remix)
- 2009 : Owen & Sven Luv - Liftin Up (Remady Remix)
- 2009 : Promoe - Svennebanan (Remady P&R Remix)
- 2009 : DJ Antoine - Superhero (Remady Alternative Remix)
- 2009 : DJ Antoine feat. MC Roby Rob - Move It (Remady Remix)
- 2009 : Roger Sanchez feat. Terri B - Bang That Box (Remady Remix)
- 2009 : Toni Granello - Wings Of Love (Remady Remix)
- 2009 : Whiteside & Jorge Martin S - Reachin Up High (Remady P&R Remix)
- 2009 : Mr. Da-Nos - Haleluja (Remady Remix)
- 2009 : Stress feat. Jaba - Vers La Lumière (Remady Remix)
- 2009 : Mr. Pink - Such A Shame (Player & Remady Remix)
- 2009 : DJ Antoine - This Time (Remady VIP Mix)
- 2009 : DJ Antoine vs. Mad Mark - Turn Me On (Remady Remix)
- 2010 : Jaybee & Manao - Room 310 (DJ Remady Remix)
- 2010 : DJ Antoine feat. The Beat Shakers - Ma chérie (Remady Remix)
- 2010 : Spyzer - I Feel So Free (Remady Remix)
- 2011 : Timati feat. Snoop Dogg - Groove On (Remady Remix)
- 2010 : Remady feat. Manu-L - Give Me a Sign (Remady Special Mix)
- 2010 : David May feat. Max Urban - Facebook Love (Remady Remix)
- 2011 : The Nycer feat Deeci - Nasty Girl (Remady Remix)
- 2011 : Mish - Overload (Remady Remix)
- 2011 : Klaas - I'm Free (Remady Remix)
- 2012 : Oceana - Endless Summer (Remady Remix)
- 2012 : Alex C - Love In The Morning (My Sex.O.S.) (Remady Remix)
- 2012 : Shaggy feat. Eve - Girls Just Want to Have Fun (Remady Remix)
- 2012 : Bruz Wayne feat. LB - F**k This (Remady Remix)
- 2013 : Remady & Manu-L feat. J-Son - Hollywood Ending (Remady 2K13 Remix)
- 2013 : Marco G feat. Wolfuckr - Invincible (Remady Remix)
- 2013 : DJ BoBo feat. Manu-L - Somebody Dance With Me (Remady 2k13 Remix)
- 2013 : Igor Blaska feat. Jaba - Could You Be Loved (Remady Remix)
- 2013 : Michael Mind - Baker Street (Remady Remix)
- 2013 : Michael Mind feat. Manfred Mann's Earth Band - Blinded By The Light (Remady Remix)
- 2013 : Darius & Finlay feat. Tony T - Phenomenon (Remady Remix)
- 2013 : Bodybangers feat. Linda Teodosiu & Rameez - Out Of Control (Remady Remix)
- 2016 : Robin Schulz feat. Akon - Heatwave (Remady Remix)
- 2018 : White Duppy feat. Belinda Myra - Chasing The Time (Remady Remix)
- 2021 : Le Feu Follet feat. K!ngdom - Forever Young (Remady Remix)
- 2022 : Tru Faith feat. Minx - Let The Beat Hit 'Em (Remady Remix)
- 2023 : Maryne - Overthinking (Remady Edit)
- 2023 : EAZ - Juicy (Remady Remix)
- 2023 : Aloe Blacc & Pegasus - Greatest Show on Earth (Remady Remix)